# Mimacraea lineata
Mimacraea lineata är en fjärilsart som beskrevs av Talbot 1935. Mimacraea lineata ingår i släktet Mimacraea och familjen juvelvingar. Inga underarter finns listade i Catalogue of Life.